# Округ Дентон (Тексас)
Округ Дентон (енгл. Denton County) је округ у америчкој савезној држави Тексас. По попису из 2010. године број становника је 662.614.

## Демографија
Према попису становништва из 2010. у округу је живело 662.614 становника, што је 229.638 (53,0%) становника више него 2000. године.
| Група             | 2000.           | 2010.           |
| Белци             | 328.849 (76,0%) | 426.887 (64,4%) |
| Афроамериканци    | 25.369 (5,9%)   | 55.534 (8,4%)   |
| Азијати           | 17.444 (4,0%)   | 43.478 (6,6%)   |
| Хиспаноамериканци | 52.619 (12,2%)  | 120.836 (18,2%) |
| Укупно            | 432.976         | 662.614         |